# Macrostemum auriferum
Macrostemum auriferum är en nattsländeart som beskrevs av Arturs Neboiss 1984. Macrostemum auriferum ingår i släktet Macrostemum och familjen ryssjenattsländor. Inga underarter finns listade i Catalogue of Life.